# Гола Пристань (катер)
«Гола Пристань» (U-241, до 01.08.1997 РК-№59) — український протидиверсійний катер (шифр «Фламінго», англ. TANYA-class за класифікацією НАТО), який перебуває у складі Військово-Морських Сил України. У ВМФ СРСР носило назву РК-№59.

## Історія корабля[1]
Протидиверсійний катер проекту Р1415 був споруджений у 1986 році на Сосновському суднобудівному заводі в Сосновці, СРСР. 1986 року введений до складу Чорноморського флоту СРСР як рейдовий катер РК-№59. 1 серпня 1997 року судно введене до складу ВМС України, отримало назву «Гола Пристань», на честь однойменного міста Херсонської області, із присвоєнням бортового номера «U-241».
7 лютого 2013 року протягом корабельного бойового навчання екіпаж протидиверсійного катеру під командуванням старшого лейтенанта Олексія Мельника виконав дії по наданню аварійно-рятувальною групою допомоги кораблю, який було зруйновано.
У 2015 році катер пройшов ремонт на судноверфі «Україна» в Одесі.